# Charles Elmé Francatelli
Charles Elmé Francatelli (født 1805 i London, død 10. august 1876) var en italiensk-britisk kok, der var kendt for sine kogebøger i victoriatiden, som The Modern Cook.

## Biografi
Francatelli blev født i London af italiensk afstamning i 1805. Han blev uddannet i Frankrig, hvor han studerede madlavningskunsten under Marie-Antoine Carême. Da han vendte tilbage til England, blev han ansat hos forskellige adelsmænd og blev senere chefkok for St James's Club, populært kendt som Crockford's Club. Han forlod Crockford's for at blive chefkok for dronning Victoria fra 9. marts 1840 til 31. marts 1842 og vendte derefter tilbage til Crockford's. Han var administrerende steward for Coventry House Club fra åbningen den 1. juni 1846 indtil lukningen den 25. marts 1854 og for Reform Club fra 1854 til 1861. Han var manager for St James's Hotel, på hjørnet af Berkeley Street og Piccadilly, fra 1863 til 1870. Han arbejdede som chef de cuisine for prinsen og prinsessen af Wales på det nærliggende Marlborough House fra begyndelsen af 1863 til mindst slutningen af september 1866. Fra 1870 til 1876 var han manager for Freemasons' Tavern. Han døde i Eastbourne.